# De laatste markies van Carabas
De laatste markies van Carabas is het dertiende verhaal uit de Bommelsaga, geschreven en getekend door Marten Toonder. Het verhaal verscheen voor het eerst op 22 juni 1942 liep tot 26 september 1942 in stroken in De Telegraaf. Thema van het verhaal is sprookjesjacht.

## Samenvatting
Na hun laatste avontuur is het opnieuw rustig op kasteel Bommelstein. Wammes Waggel zorgt voor Kaspar de draak, maar besluit samen met hem te vertrekken om zijn beroep van veerman in het Donkere Bomen Bos weer uit te kunnen uitoefenen. Tom Poes en heer Bommel gaan de markies van Carabas helpen nadat ze een advertentie in de krant lezen. 
Ze gaan naar Slothoven, op het adres dat in de advertentie staat vinden ze de laatste markies van Carabas. Deze heeft hulp nodig omdat zijn opvolgingsbrief kwijt is. Uiteindelijk lukt het Tom Poes om de brief terug te vinden en te overhandigen aan de rechtbank. Nadat hij en heer Bommel ontsnappen aan het lot om de nieuwe koning te worden, lenen ze een hofauto en rijden naar de grens.
Heer Bommel vertelt onderweg aan Tom Poes dat hij nu echt een poosje vakantie gaat houden, het gedoe met koningen is immers niets voor lieden van zijn stand.

## Achtergronden
Het verhaal vormt een vrij vervolg op het beroemde laat-17e-eeuwse sprookje De gelaarsde kat zoals dat is opgetekend door Charles Perrault, met in dit geval Tom Poes in de hoofdrol. Tevens is dit met 84 stroken het eerste langere verhaal in de serie, waarvan de verhalen tot dan toe steeds 28 stroken hadden bevat.

## Voetnoot
1. ↑  Resultaten | Delpher. www.delpher.nl. Geraadpleegd op 29 september 2023.